# Aéroport de Kemayoran
Pour les articles homonymes, voir JKT.
L'aéroport de Kemayoran (Kemajoran jusqu'à la réforme orthographique de 1972 ; code AITA : JKT) était l'aéroport principal de Jakarta (Indonésie) du 8 juillet 1940 jusqu'à 1974 quand il est devenu l'aérogare des lignes intérieures alors que Halim (lui-même supplanté en 1985) devenait celui du trafic international.

## Histoire
Kemayoran a été construit par les Néerlandais et mis en service en 1940. Avant la mise en service de Changi à Singapour, c'était la plus grande plaque tournante de la région. C'est sur cet aéroport que Soekarno a atterri de retour de sa détention à Boven-Digoel (prison néerlandaise).
L'aéroport a été fermé en 1985, avec l'ouverture de Soekarno-Hatta. L'accroissement de l'urbanisme dans la zone a pour conséquence que l'aéroport est, en 2013, en pleine ville. La piste d'atterrissage est aujourd'hui une grande avenue pour le trafic automobile.

## Tours de contrôle
Les tours de contrôle de l'aéroport sont classées aux monuments historiques. Elles ont inspiré Hergé pour dessiner celles de l'album Vol 714 pour Sydney.

## Galerie

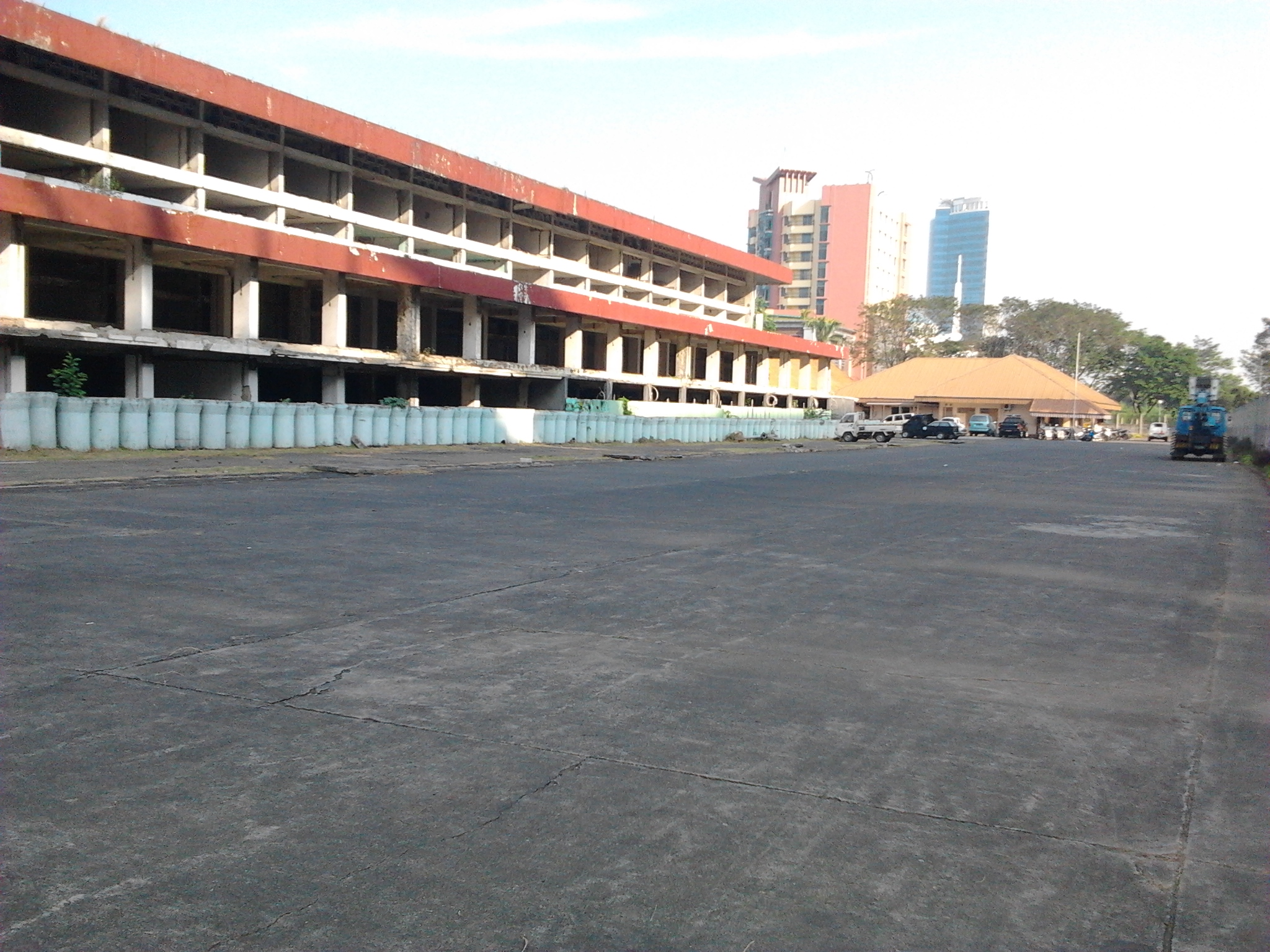
L'ancienne aérogare de Kemayoran en 2012
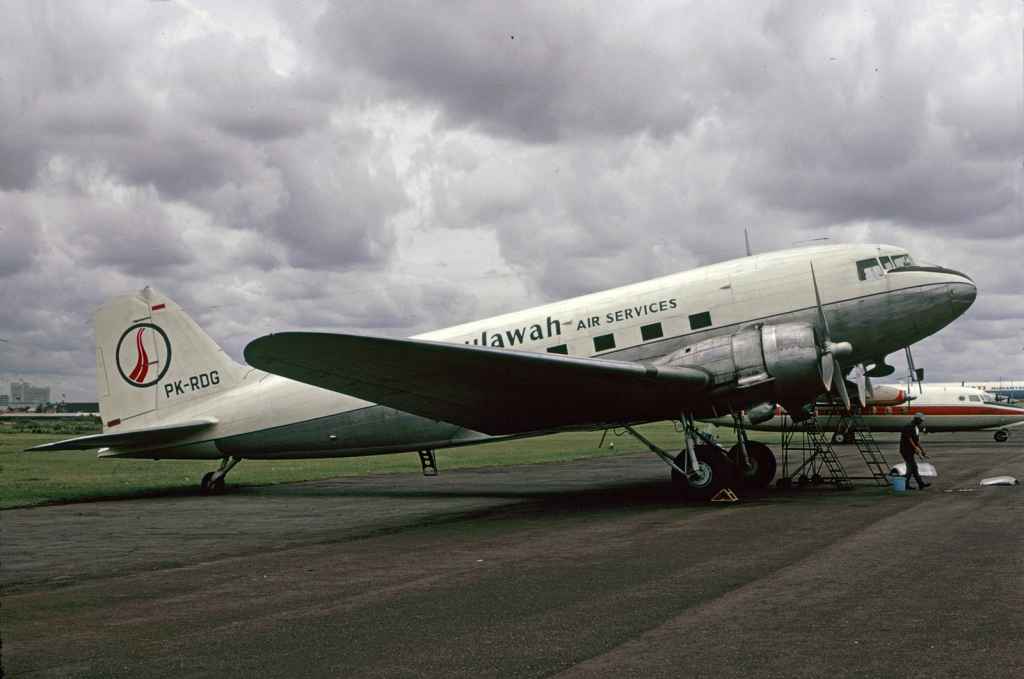
Douglas DC-3 de la compagnie Seulawah Air Services à Kemayoran en 1973
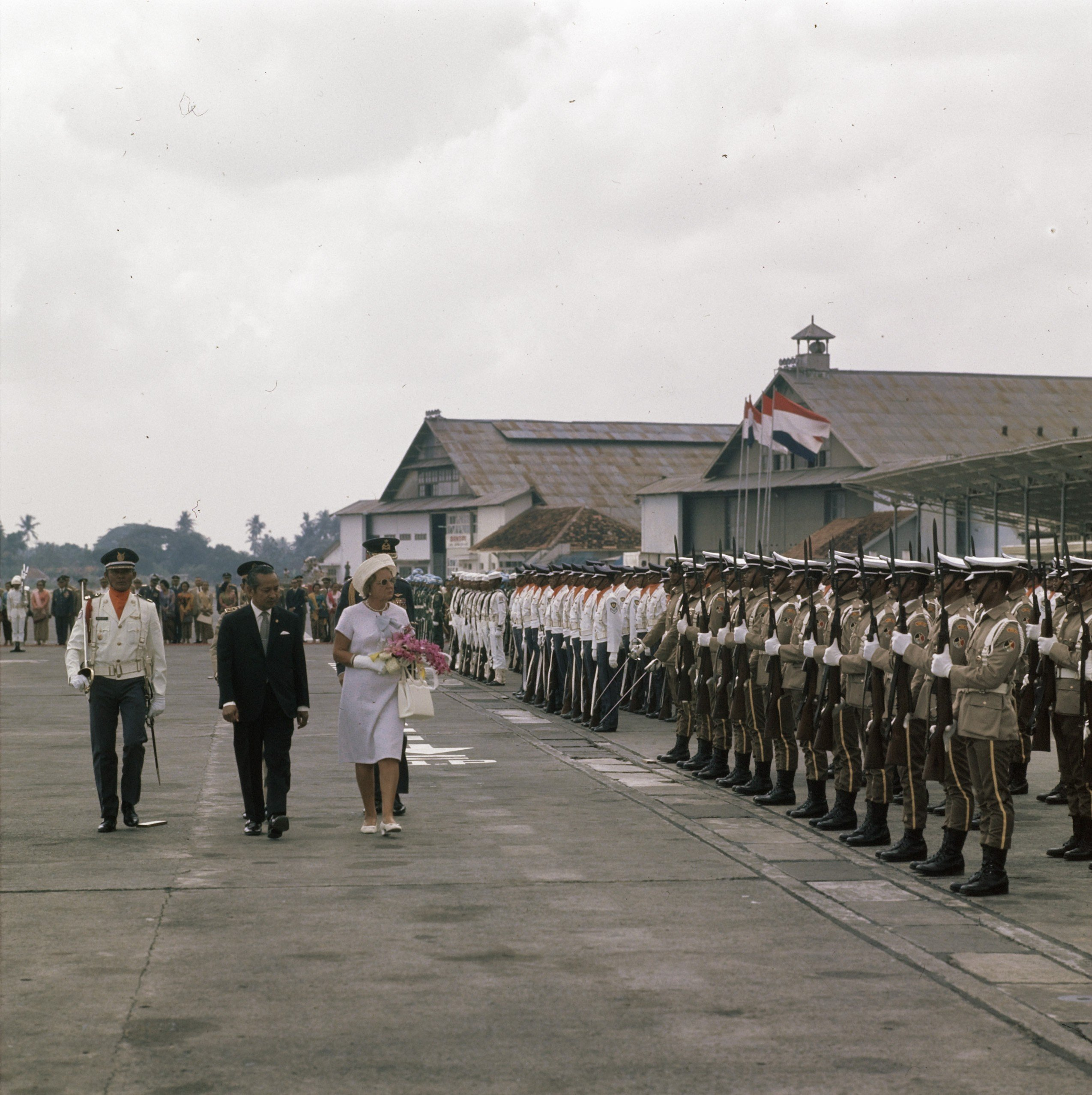
La reine Juliana des Pays-Bas passe en revue la garde d'honneur en compagnie du président Soeharto en 1971 à Kemayoran
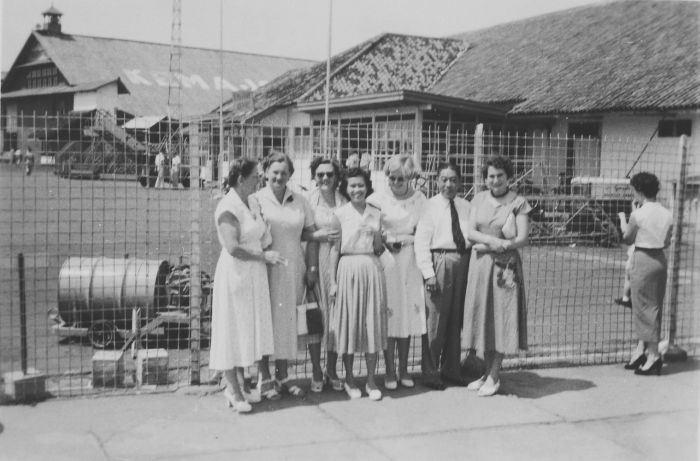
L'ancien aéroport de Kemayoran dans les années 1950
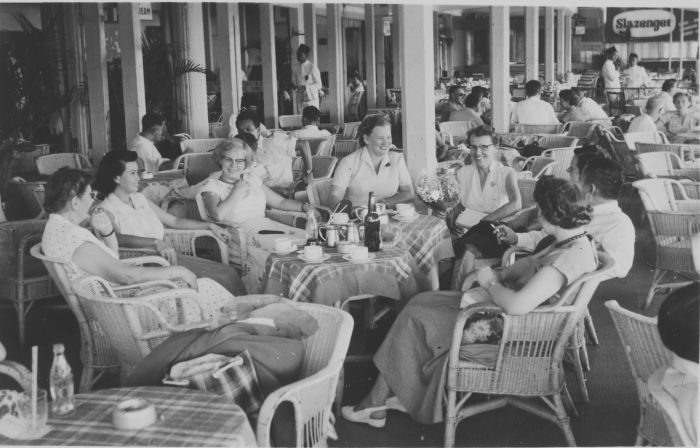
Le restaurant de Kemayoran dans les années 1950
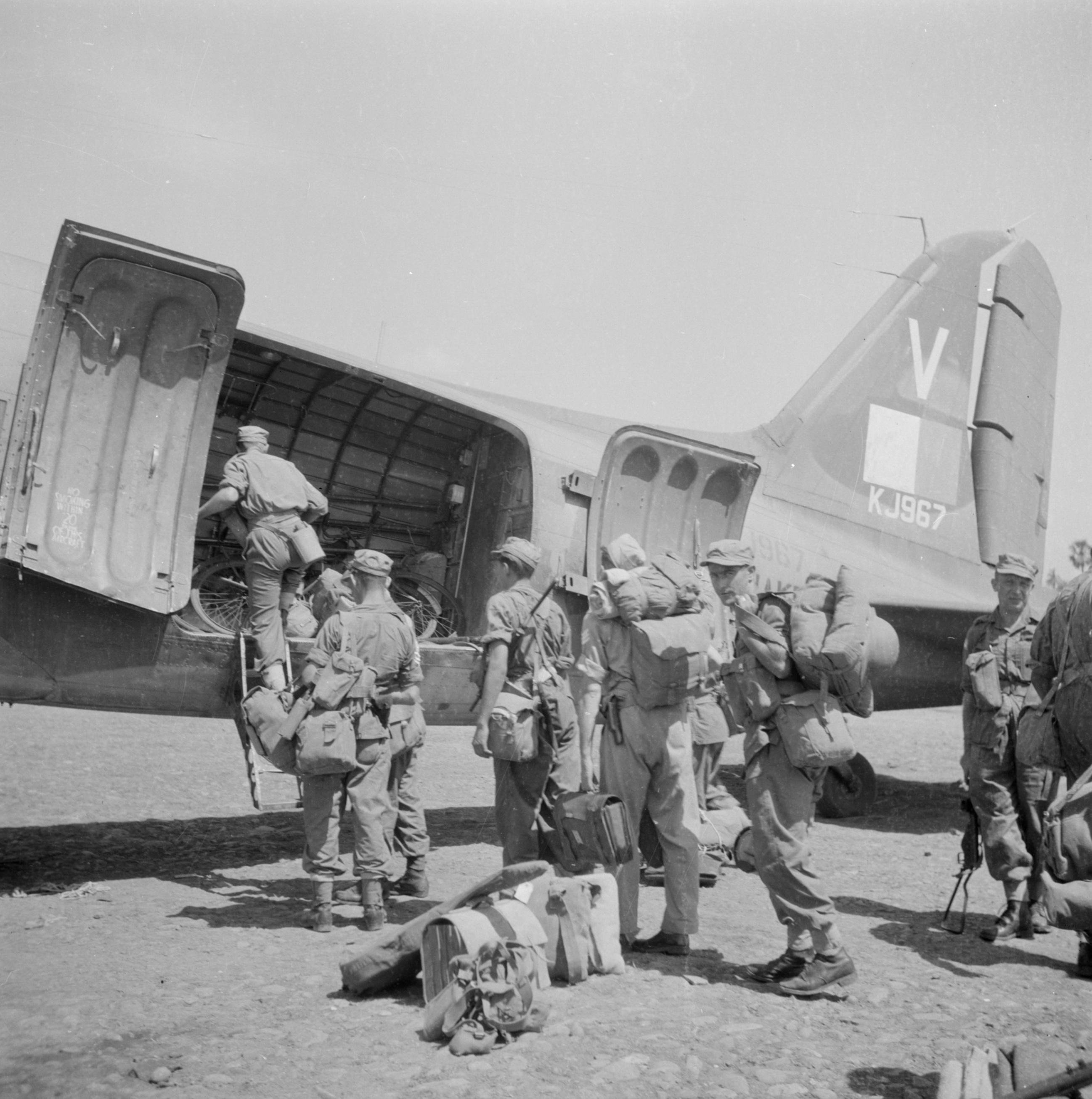
1946 : des oorlogsvrijwilligers ("volontaires pour la guerre") du corps expéditionnaire néerlandais s'embarquent à Kemayorang pour Bandung
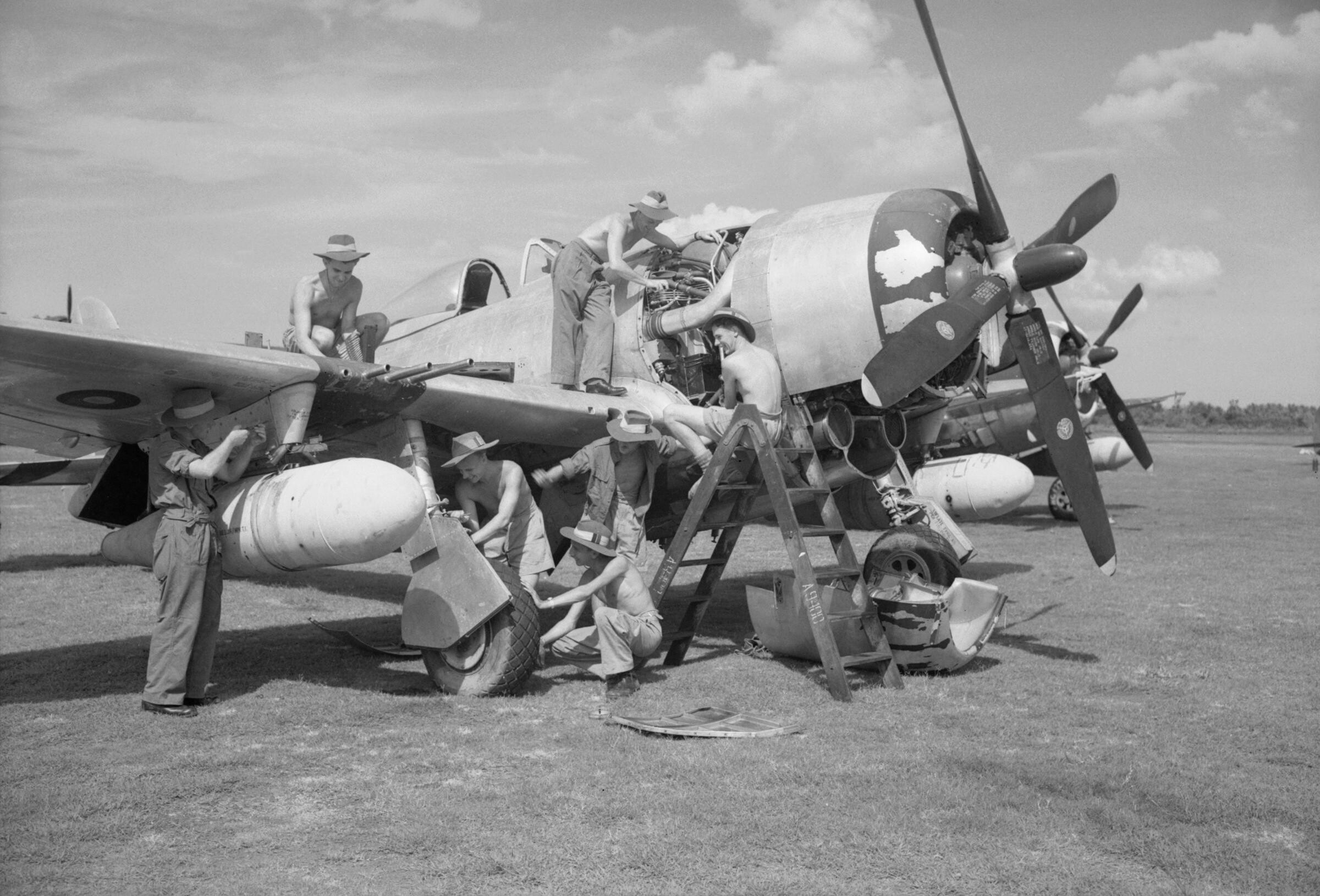
Republic P-47 Thunderbolt du 81e escadron de la Royal Air Force à Kemayoran en 1945-46
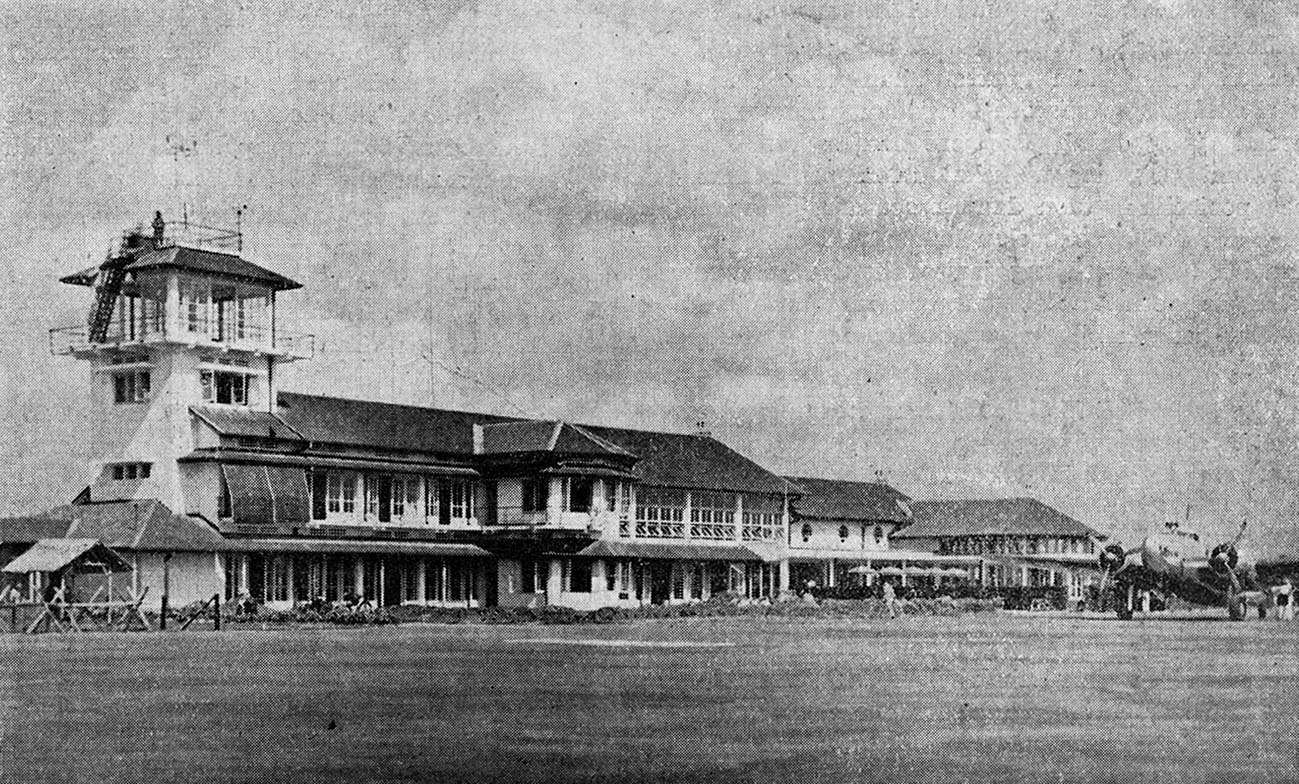
Kemayoran peu après son ouverture en 1940